# Actinotia brunnescens
Actinotia brunnescens là một loài bướm đêm trong họ Noctuidae.